# Michele Dancelli
Michele Dancelli (né le 8 mai 1942 à Castenedolo, dans la province de Brescia, en Lombardie) est un coureur cycliste italien. Professionnel de 1963 à 1976, il a notamment remporté la Flèche wallonne 1966, Milan-San Remo 1970, une étape du Tour de France 1969 et onze étapes du Tour d'Italie.

## Palmarès

### Palmarès amateur
- 1962
  - Rho-Macugnaga
- 1963
  -  Champion d'Italie sur route amateurs

### Palmarès professionnel
- 1963
  - 3e du Tour de Lombardie
- 1964
  - 2e étape du Tour d'Italie
  - Grand Prix de l'industrie et du commerce de Prato
  - Tour des Abruzzes
  - Corsa Coppi
  - 2e du GP Molteni
  - 3e du Tour de Campanie
  - 3e du Grand Prix Ceramisti
  - 6e du Tour de Lombardie
- 1965
  -  Champion d'Italie sur route
  - Grand Prix de Cannes
  - Tour de Campanie
  - 4e étape du Tour de Romandie
  - 1re et 5e étapes du Tour d'Italie
  - GP Montelupo
  - Grand Prix de l'industrie et du commerce de Prato
  - Tour des Apennins
  - Coppa Placci
  - Tour de Vénétie
  - Tour d'Émilie
  - 2e de la Coppa Bernocchi
  - 2e des Trois vallées varésines
  - 2e de Milan-Vignola
  - 2e du Trophée Baracchi
  - 7e du Tour de Lombardie
  - 9e du Tour de Romandie
- 1966
  -  Champion d'Italie sur route
  - 7e étape de Paris-Nice
  - Tour de la province de Reggio de Calabre
  - Flèche wallonne
  - 18e étape du Tour d'Italie
  - Tour des Apennins
  - Tour du Latium
  - Tour de Vénétie
  - Cronostafetta (avec Pietro Scandelli et Gianni Motta)
  - 2e de Gênes-Nice
  - 2e de Milan-Turin
  - 2e du Grand Prix de l'industrie et du commerce de Prato
  - 2e de la Corsa Coppi
  - 3e de la Coppa Bernocchi
  - 4e de Milan-San Remo
  - 5e du Tour de Lombardie
  - 6e de Liège-Bastogne-Liège
  - 9e de Paris-Luxembourg
- 1967
  - Tour de la province de Reggio de Calabre
  - 3e et 15e étapes du Tour d'Italie
  - Grand Prix de l'industrie et du commerce de Prato
  - Tour des Apennins
  - Tour d'Émilie
  - Coppa Sabatini
  - Corsa Coppi
  - 2e du Grand Prix de Saint-Raphaël
  - 2e de la Coppa Placci
  - 2e de la Coppa Bernocchi
  - 2e du championnat d'Italie sur route
  - 2e du Tour de Toscane
  - 3e du Tour des trois provinces
  - 3e du Trophée Matteotti
  - 3e de la Coppa Agostoni
  - 8e du championnat du monde sur route
- 1968
  - Trofeo Laigueglia
  - Tour de la province de Reggio de Calabre
  - 2e étape du Tour de Romandie
  - Paris-Luxembourg :
    - Classement général
    - 1re étape

  - 2e du Trophée Matteotti
  - 2e des Trois vallées varésines
  - 3e de Milan-Turin
  - 3e du Tour de Romagne
  - 3e du championnat d'Italie sur route
  -  Médaillé de bronze du championnat du monde sur route
  - 6e du Tour d'Italie
  - 8e du Tour de Lombardie
- 1969
  - Grand Prix Cemab
  - 4e étape du Tour de Romandie
  - 9e étape du Tour d'Italie
  - 8eb étape du Tour de France
  - Cronostafetta :
    - Classement général
    - 3e étape

  - 2e du Grand Prix de Francfort
  - 2e du Tour de Vénétie
  -  Médaillé de bronze du championnat du monde sur route
  - 6e du Tour des Flandres
  - 6e du Tour d'Italie
  - 10e du Super Prestige Pernod
- 1970
  - Trofeo Laigueglia
  - Milan-San Remo
  - 11e, 13e, 14e et 18e étapes du Tour d'Italie
  - Prologue du Tour de Luxembourg
  - Tour du Latium
  - 3e du Tour d'Émilie
  - 4e du Tour d'Italie
  - 9e du Tour de Lombardie
- 1971
  - Grand Prix de Saint-Raphaël
  - 3eb étape du Tour de Sardaigne
  - 7e du championnat du monde sur route
- 1972
  - 3e et 5e étapes du Tour de Suisse
  - Tour des Marches
  - 2e du Trophée Matteotti
  - 3e du Tour de Suisse
  - 3e du Tour des Apennins
  - 3e du championnat d'Italie sur route
  - 3e des Trois vallées varésines
  - 6e de Milan-San Remo
  - 6e du championnat du monde sur route
  - 10e du Tour de Lombardie
- 1973
  - 2e du Tour de Romagne
  - 2e du Tour de Sicile en ligne
  - 3e du Tour des Apennins
  - 3e du Tour des Pouilles
  - 3e du Tour des Marches

## Résultats sur les grands tours

### Tour de France
1 participation
- 1969 : 20e, vainqueur de la 8eb étape

### Tour d'Italie
10 participations
- 1964 : 21e, vainqueur de la 2e étape,  maillot rose pendant 1 jour
- 1965 : 12e, vainqueur des 1re et 5e étapes,  maillot rose pendant 1 jour
- 1966 : 20e, vainqueur de la 18e étape
- 1967 : abandon, vainqueur des 3e et 15e étapes,  maillot rose pendant 3 jours
- 1968 : 6e[1],  maillot rose pendant 9 jours
- 1969 : 6e, vainqueur de la 9e étape
- 1970 : 4e, vainqueur des 11e, 13e, 14e et 18e étapes
- 1971 : abandon
- 1972 : 35e
- 1973 : abandon

### Tour d'Espagne
1 participation
- 1967 : abandon,  maillot or pendant 1 jour